# Delta Force (jeu vidéo, 2024)
Pour les articles homonymes, voir Delta Force (homonymie).
Delta Force (anciennement Delta Force: Hawk Ops) est un jeu vidéo publié le 5 décembre 2024. Il fait partie de la série de jeux homonyme (en) auparavant développés et édités par NovaLogic dont la licence a été acquise par l'entreprise chinoise Tencent et le développement confié à ses filiales TiMi Studios et Team Jade,. Il s'agit d'un jeu de tir à la première personne multijoueur free-to-play.

## Système de jeu
Delta Force est un jeu de tir en vue subjective massivement multijoueur. Au cours d'une partie, le joueur peut choisir l'une des quatre classes (assaut, soutien, ingénieur, reconnaissance), chacune se déclinant en deux agents ce qui détermine la capacité passive unique du personnage et les gadgets secondaires. Par exemple, en classe soutien, le joueur a le choix entre un sac de munition ou un sac de soins en fonction de l'agent sélectionné. 

### Modes de jeu
Le jeu se décline en deux modes de jeu multijoueur. Le mode « Guerre » est un affrontement de 32 joueurs contre 32. Chaque équipe est répartie en huit escouades de quatre joueurs. Ce mode propose deux variantes :
Roi de la colline : les deux équipes (32 vs 32) s'affrontent pour capturer et contrôler différents points d'intérêt sur la carte. Si l'une des deux équipes atteint un certain nombre d'éliminations, la partie est remportée.
Attaque-Défense : une équipe attaque pour récupérer des points d'intérêts avec un nombre de vies ilimité[réf. nécessaire], tandis que l'autre équipe défend les points tout en disposant d'un nombre illimité de vies[réf. nécessaire].
Le mode « Opération » se joue par escouade de trois joueurs maximum dans lequel les joueurs doivent récupérer des ressources avant d'atteindre un point d'extraction tout en affrontant les escouades adverses et les ennemis contrôlés par l'IA.
De plus, le jeu est doté d'une campagne solo qui relate les événements de la bataille de Mogadiscio en octobre 1993, notamment ceux qui suivent la destruction de l'hélicoptère Black Hawk et qui ont inspiré le film La Chute du faucon noir.

## Développement
Les opus de Delta Force sont à l'origine développés et édités par NovaLogic et s'ils connaissent d'abord le succès commercial et critique, la licence décline peu à peu[réf. nécessaire], jusqu'au dernier Delta Force: Xtreme 2 (en) en 2009. En 2016, le studio NovaLogic ferme ses portes et ses licences sont rachetées par l'éditeur THQ Nordic,, qui ne sort toutefois aucun nouveau titre. La franchise Delta Force (en) est ensuite rachetée par le groupe chinois Tencent. En août 2023, un nouvel épisode de la série est annoncé via une bande annonce, Delta Force: Hawk Ops. La campagne solo est présentée comme se basant sur la bataille de Mogadiscio et la destruction d'un hélicoptère Black Hawk et le multijoueur est annoncé comme devant se jouer à grande échelle sur de vastes cartes. Les images de la bande-annonce montrent clairement que le nouveau jeu s'éloigne de l'aspect tactique de ses prédécesseurs et lorgne sur les Call of Duty et Battlefield.
Après une première vidéo de gameplay en mars 2024, Delta Force propose une version alpha jouable en août de la même année pour les joueurs qui s'y sont inscrits. Durant cette période, le jeu est renommé simplement Delta Force, perdant la dénomination Hawk Ops.
En octobre 2024, une démo jouable est accessible pour une durée limitée et rencontre un certain succès.
Prévu initialement pour 2025 dans sa version complète, la bêta ouverte du multijoueur sort finalement en free-to-play le 5 décembre 2024, uniquement sur Steam. La campagne solo, payable à l'acquisition, est quant à elle repoussée.